# Đèo Lang Tư
Đèo Lang Tư là đèo trên đường liên huyện ở vùng giáp ranh xã Quảng Sơn huyện Hải Hà với xã Đồng Văn huyện Bình Liêu tỉnh Quảng Ninh, Việt Nam .
Đèo ở độ cao cỡ 900 m, dài gần 9 km. Đỉnh đèo ở gần thôn Khe Tiền và (suối) khe Tiền, cách trung tâm xã Quảng Sơn cỡ 11 km và cách ngã ba Chợ Đồng Văn cỡ 10 km.
Đường liên huyện nối từ quốc lộ 18 tại ngã ba Quảng Long  xã Quảng Long huyện Hải Hà, tới đường tỉnh 341 tại ngã ba Chợ Đồng Văn  ở trung tâm hành chính xã Đồng Văn huyện Bình Liêu, sát với biên giới Việt Trung.

## Tên đèo
Theo các văn bản ở địa phương, của huyện Bình Liêu và của tỉnh Quảng Ninh, đèo có tên "Đèo Lang Tư ở gần thôn Khe Tiền".
Tuy nhiên các văn liệu khác đã dựa theo tên được biên tập trên bản đồ địa hình thời Pháp thuộc, dùng tên đèo Long Tu ở gần "khe Tiến", như bản "Danh mục địa danh dân cư... lập bản đồ tỉnh Quảng Ninh" , các blog của người đi phượt,...